# Fanera
Las faneras (del adjetivo griego φανέρα, phanérā: manifiesto, aparente) o anejos cutáneos son estructuras complementarias y visibles anejas a la piel o que sobresalen de ella. Son  faneras las uñas y los pelos en los seres humanos y las plumas, pezuñas, escamas y cuernos en otros animales. Las faneras, junto a la piel, constituyen el sistema tegumentario. El término se reintrodujo en francés en 1823 -phanère- a partir del griego.

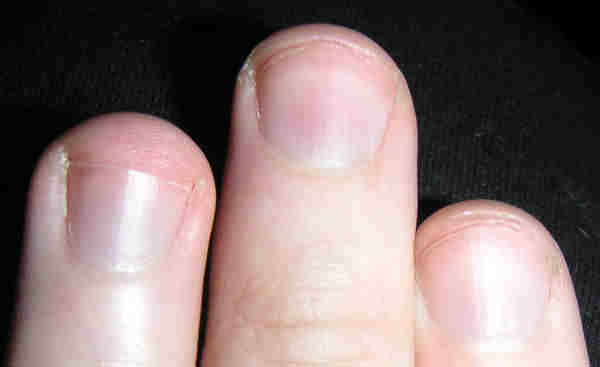
Uñas de la mano izquierda de un varón de 24 años.

## Composición
Las faneras (o fanereos) están compuestas en un alto porcentaje por la proteína denominada queratina. Esta sustancia es muy rica en azufre y constituye el componente principal de las capas más externas de la epidermis de los vertebrados y de las faneras, órganos derivados del ectodermo.

## Relación de faneras

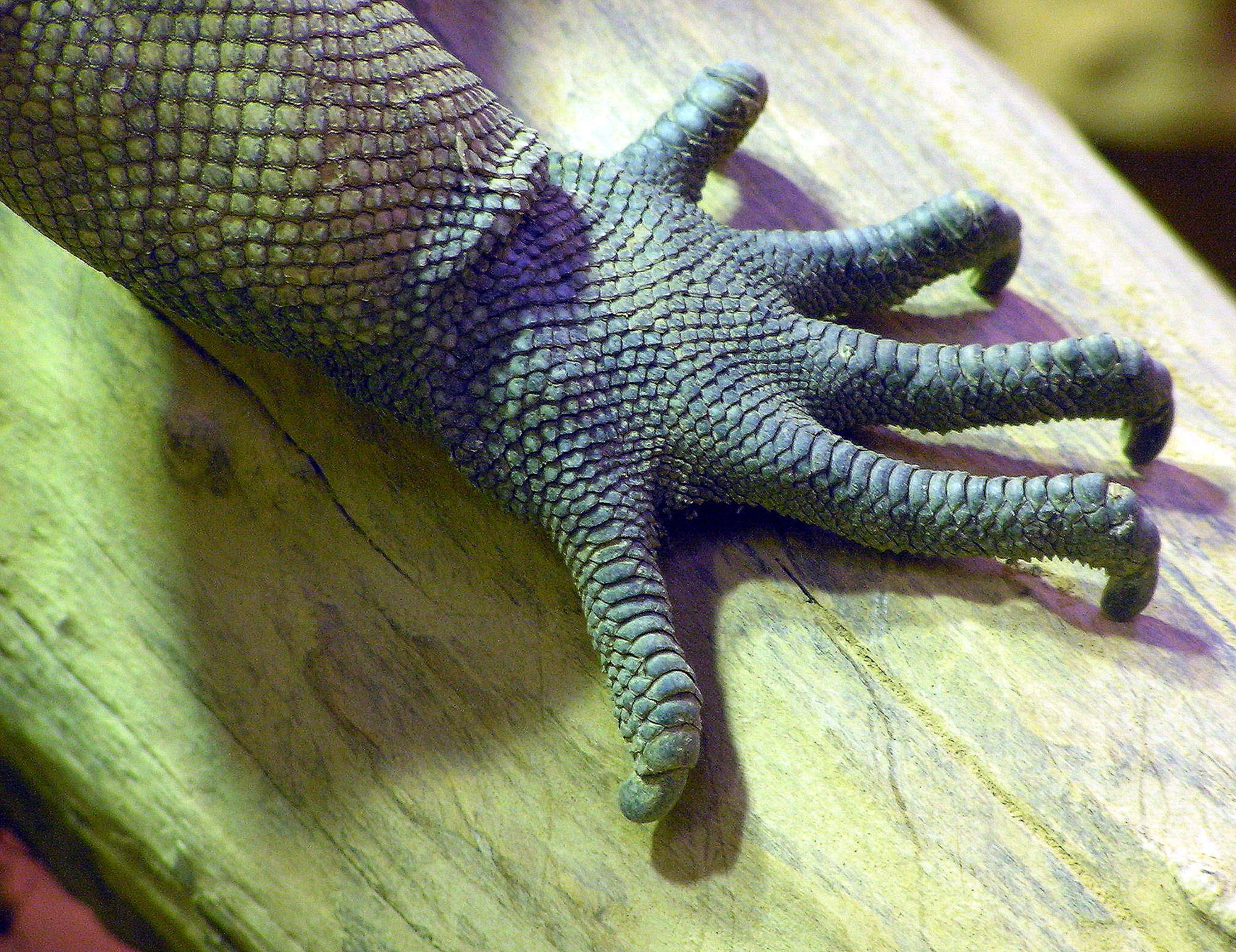
Escamas y garras de una iguana.

- Escamas- mayoritariamente en reptiles, presentes en aves y algunos mamíferos
- Plumas - en aves
- Pelos - en mamíferos
- Uñas
- Garras
- Espolones en machos de especies de anfibios, el órgano perliforme en peces son faneras especializadas (en ambos casos ayudan en el acoplamiento).
- Estuche córneo de los cuernos
- Glándulas exocrinas

- Glándulas mucosas
- Glándulas serosas
- Glándulas sudoríparas
- Glándulas sebáceas
- Glándulas ceruminosas - glándulas del canal del oído que producen cerumen (una mezcla de secreciones de las Glándulas sudoríparas y las Glándulas sebáceas).
- Glándulas mamarias - son glándulas sudoríparas dilatadas y modificadas.

## Funciones
Cada fanera tiene una función determinada. Así las escamas, plumas y pelo sirven básicamente como recubrimiento y protección tanto para evitar agresiones externas -temperatura, humedad, radiación solar- como para mantener estable el interior del cuerpo protegido. 
Las glándulas exocrinas secretan sustancias que colaboran en el mantenimiento de la impermeabilización, la temperatura, el grado de humedad y la protección frente a parásitos y agentes externos. Estas glándulas pueden secretar venenos o tóxicos para defenderse de depredadores y también sustancias nutritivas como las glándulas mamarias exclusivas de mamíferos.
Normalmente las faneras cumplen varias funciones, así las plumas no solo protegen sino que son fundamentales en el vuelo de las aves. 
Anejos como los cuernos, las garras y las escamas pueden cumplir funciones en la depredación, alimentación, reproducción y defensa. 
Funciones del tegumento

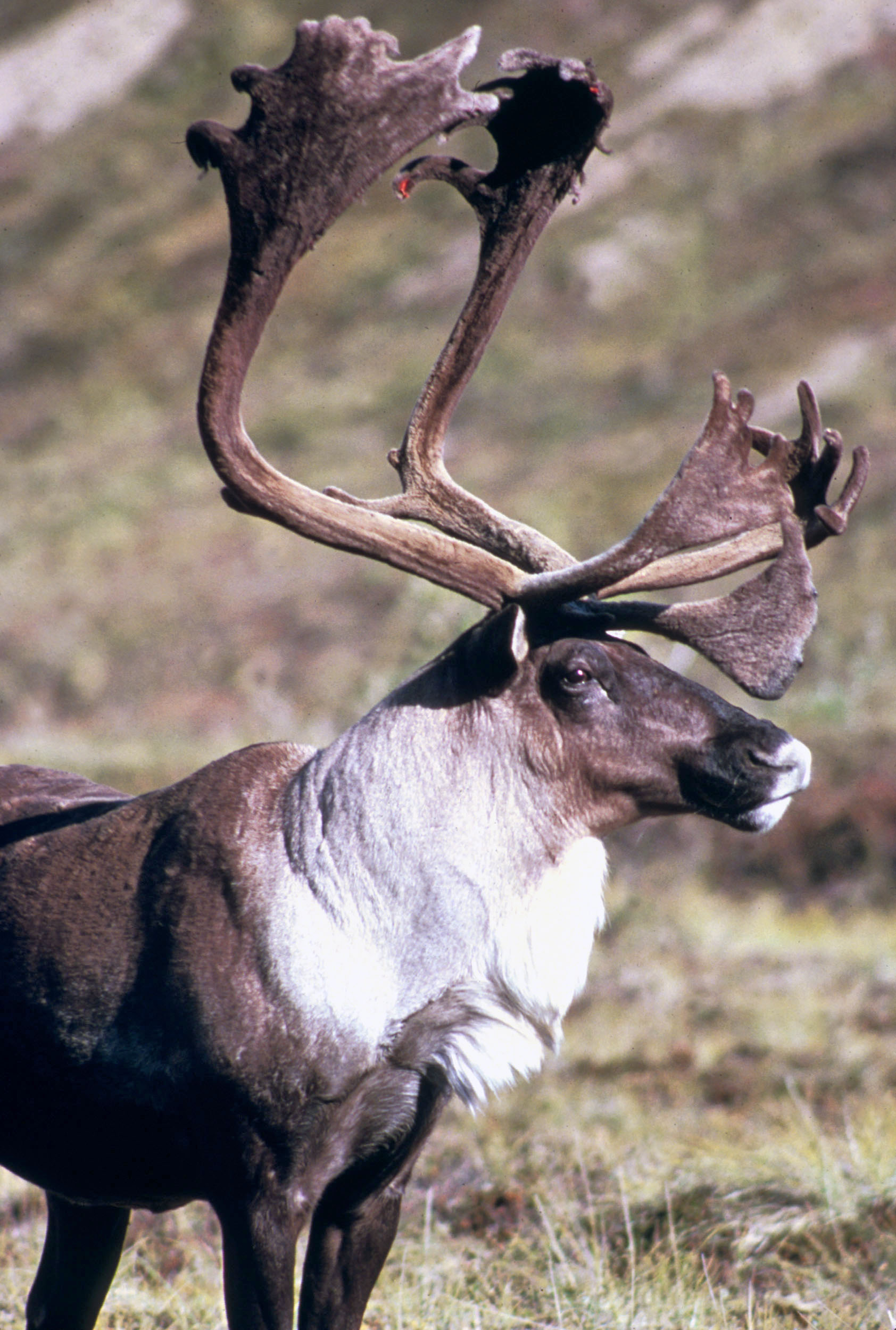
Astas de un reno.

- Protección: Barrera de protección frente el medio externo, es la primera barrera inmunitaria.
- Hidratación: Interviene en evitar la desecación o deshidratación. Los cambios de muda y pelamen se adecuan a los cambios estacionales.
- Motilidad: permite el movimiento, como en algunas larvas de invertebrados, que disponen de bandas de cilios y pueden moverse en el agua.
- Mimetismo: permite camuflarse, como en el caso del insecto palo.
- Nutrición: importante en parásitos, como trematodos y cestodos, los cuales absorben nutrientes a través del tegumento.
- Respiración: la respiración cutánea se da en los anfibios; en el caso de los parásitos anteriormente citados la absorción de nutrientes incluye oxígeno.
- Excreción: es el caso del sudor -orina muy diluida- que además de eliminar sustancias nocivas también permite reducir la temperatura corporal.
- Papel diagnóstico: observando su aspecto se pueden apreciar síntomas y diagnosticar enfermedades dermatológicas (lepra, sarna...). Además son un indicador de la edad del individuo.[4]
- Reproducción: son de gran importancia en el cortejo ya que mediante la coloración del tegumento y de sus faneras (como plumas, pelo) se reconocen individuos del sexo opuesto mediante dimorfismo sexual. El olor de las secreciones glandulares es determinante en la reproducción. También sirven para la exclusión de individuos de otras especies distintas en algunos casos.